# Петро Дорошенко
Петро́ Дорофі́йович Дороше́нко (14 травня 1627, Чигирин, Річ Посполита — 9 листопада 1698, Ярополче, Московщина) — видатний український військовий, політичний і державний діяч, гетьман Війська Запорозького Правобережної України під протекторатом Речі Посполитої (1665–1668) та Османської імперії (1669–1676), гетьман Війська Запорозького Обох берегів Дніпра (1668–1669), суперник Івана Сірка. 1676 року присягнув на вірність Федорові ІІІ та передав владу Іванові Самойловичу. 1679 року був призначений воєводою у Вятці та обіймав цю посаду протягом наступних трьох років. Після 1682 року активної участі у політиці не брав, оселився під Московю, де помер через шістнадцять років.
Походив із давнього козацького роду.
Здобувши освіту, примкнув до козаків. Під час Хмельничиини неодноразово призначався полковником у різних полках та виконував особисті дипломатичні доручення Хмельницького. Після смерті останнього підтримав Івана Виговського, брав участь у придушенні повстання Барабаша та Пушкаря, а також війні з Московією. Надалі служив при гетьманах Юрієві Хмельницькому та Павлові Тетері, допоки 1665 року сам не обійняв дану посаду, очоливши Правобережжя. 
Наприкінці 1666 року ввійшов у союз із Кримським ханством та розпочав війну проти польського короля Яна ІІ Казимира. 1668 року, коли на Лівобережжі спалахнуло повстання Брюховецького, організував туди похід, перейнявши там владу та вперше за вісім років об'єднавши всі козацькі землі під однією булавою.
Наприкінці 1668 року фактично втратив владу над Лівобережжям, де її у свої руки взяв Дем'ян Многогрішний, обраний 17 грудня 1668 року гетьманом, та у березні 1669 року підписав Корсунську угоду, прийнявши протекторат османського султана та отримавши титул бея. Разом із турками воював проти Речі Посполитої, завдяки чому територія Поділля перейшла під контроль Стамбула. 
Зумів зберегти владу після Першого чигиринського походу Івана Самойловича та Григорія Ромодановського. Проте під час Другого присягнув на вірність московському цареві та зрікся влади, відійшовши від процесу українського державотворення. 
За свою активну діяльність з відновлення України отримав прізвисько «Сонце Руїни».

## Біографія
Народився в 1627 році в Чигирині, нині Черкаська область, Україна. Походив із давнього козацького роду, онук соратника Петра Сагайдачного Михайла Дорошенка, який загинув під час виправи на Крим 1628 року. Батько — наказний гетьман Дорофій Дорошенко.
Загалом наявні джерела не дають змоги широко висвітлити життя та діяльність Петра Дорошенка в молоді роки — до часу проголошення гетьманом у 1665 році відомості про нього досить фрагментарні.

### Початок військової кар'єри
Мав добру освіту, знав латинську й польську мови. На початок
Хмельниччини обіймав посаду писаря ГВА. 1655 року призначений наказним полковником, відтоді до 1665 року позмінно очолював Прилуцький, Чигиринський, Канівський та Черкаський полки. Виконував дипломатичні доручення Богдана Хмельницького, зокрема вів переговори зі шведським урядом щодо союзу проти Речі Посполитої, також згодом очолював делегацію до Москви 1659—1660 року.
По смерті Богдана Хмельницького гетьманом, на старшинській раді 1657 року в Корсуні, було проголошено Івана Виговського. Петро Дорошенко визнав його владу, але не входив до близького оточення нового гетьмана. Під час повстання Мартина Пушкаря на чолі полку вів бойові дії проти повстанців. Активний учасник московсько-козацької війни у 1658—1659 роках. Брав участь в перемовинах із посольством Станіслава Казимира Беневського, які завершились угодою авторства Немирича-Виговського — Гадяцьким договором. 7 вересня 1658 року перебував у таборі під Гадячем. Згодом зосередив полк проти наступу московських військ у Срібному, але утримати місто під натиском армії Семена Пожарського не вдалося.
На відміну від старшин з оточення Виговського не отримав від Сейму Речі Посполитої ні маєтків, ні шляхетства, тож зрештою, коли на Правобережжі зросли опозиційні до гетьмана настрої, Дорошенко з частиною полку відбув на Чигиринщину, де невдовзі разом з Іваном Ковалевським став одним із найближчих дорадників Хмельниченка, який, у свою чергу, незабаром по вересневій різанині на Чорній раді в Германівці, й отримав булаву.
Брав участь у перемовинах з Анджеєм Потоцьким, який безрезультатно намагався намовити козацтво залишитися в складі Речі Посполитої. Опісля очолив переговори з Олексієм Трубецьким, які зрештою завершилися підписанням Юрієм Хмельницьким Переяславських статей. Оскільки їхні умови були ще гірші за попередні домовленості, наприкінці року Петро Дорошенко, на чолі посольства, відбув до Москви задля перегляду угоди.

### Гетьманство
У 1663—1664 роках — генеральний осавул у гетьмана Павла Тетері, із 1665 року — полковник Черкаського полку.

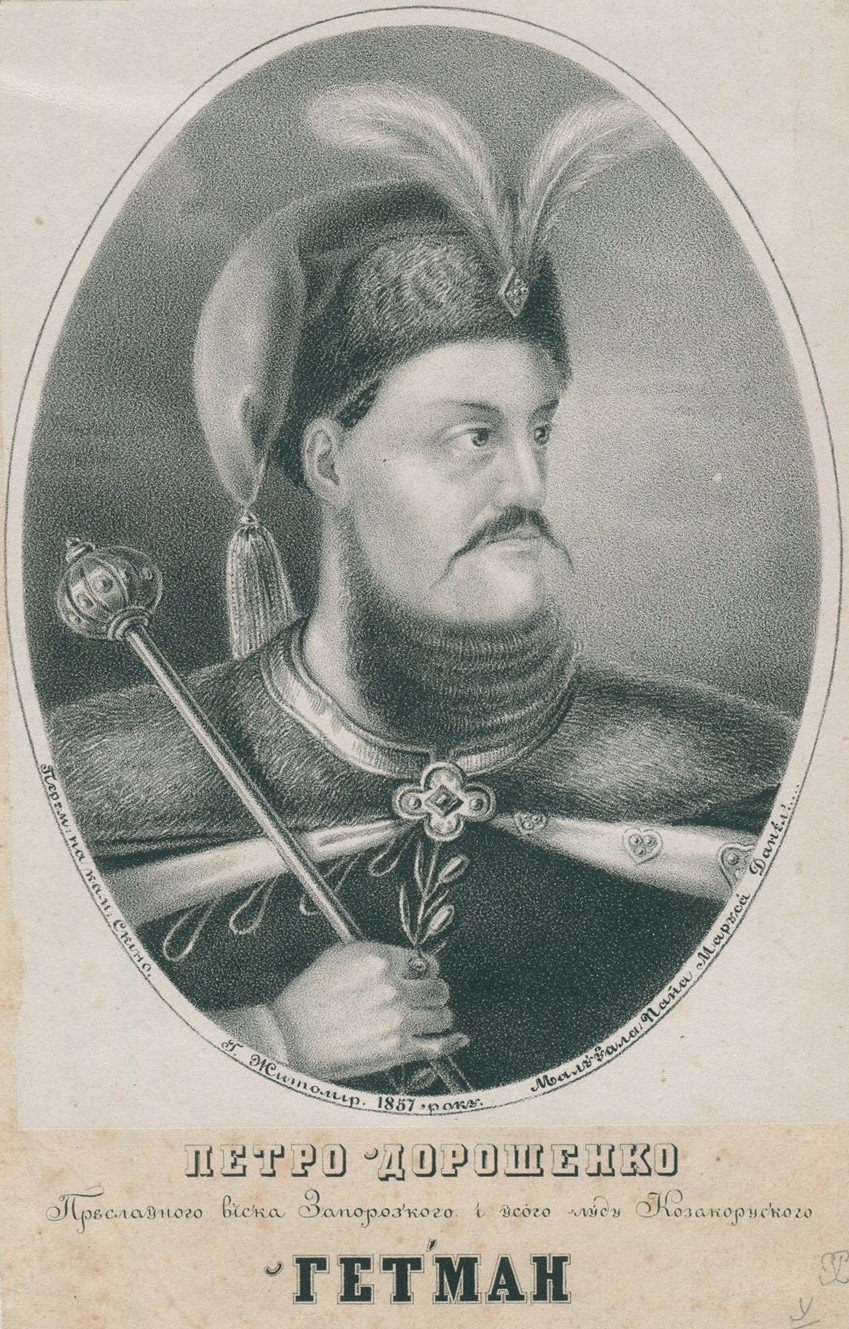
Житомирський портрет Дорошенка «з квіткою», автор «пані Маруся Данел…» (повне прізвище невідоме)

10 жовтня 1665 року правобережні полковники обрали Дорошенка тимчасовим гетьманом Правобережної України, а на початку січня 1666 року в Чигирині козацька рада підтвердила вибір старшини. Він замінив на цій посаді Степана Опару. У 1665—1666 роках Петро Дорошенко придушив амбіції двох претендентів на гетьманську булаву — Василя Дрозда й Дацка Децика.

### Запровадження реформ

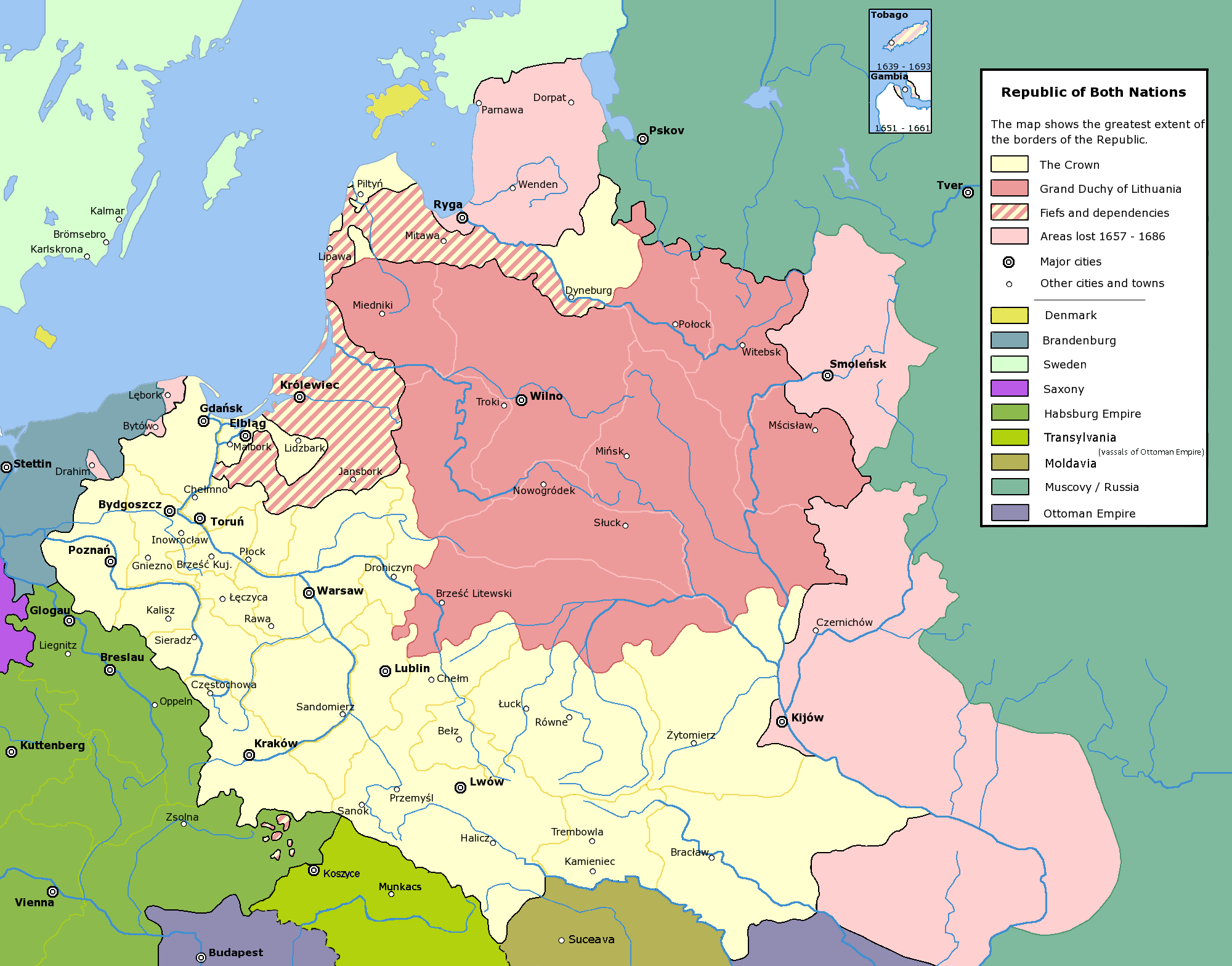
Світло-рожевим позначені території, що відійшли Москві за Андрусівським миром

Прагнучи стабілізувати внутрішнє становище Правобережної України, Дорошенко, за підтримки київського митрополита Йосифа Тукальського, провів ряд реформ. Щоб позбутися залежності від козацької старшини, створив регулярне 20-тисячне військо з найманих частин (сердюки та компанійці), які відзначалися  особистою відданістю гетьманові.
Для зміцнення фінансової системи Гетьманщини Дорошенко встановив на українському кордоні нову митну лінію і почав карбувати власну монету. Проводячи політику колонізації незаселених земель, Дорошенко на степовому порубіжжі утворив новий Торговицький полк, який довірив Степанові Щербині. Намагаючись здобути підтримку серед народних мас, Дорошенко часто скликав козацькі ради, де вислуховував думку рядових козаків та посполитих.
Разом з активними спробами реорганізації внутрішнього державного життя України Дорошенко розгорнув широку зовнішньополітичну діяльність. Стратегічною метою всієї внутрішньої й зовнішньої політики Дорошенка було об'єднання під своєю владою Лівобережної та Правобережної України. Після підписання між Московією та Річчю Посполитою Андрусівського перемир'я 1667 року, умови якого абсолютно нехтували державними інтересами України, Дорошенко вирішив укласти військовий союз із Кримським ханством і перейти під політичний протекторат Османської імперії.
У вересні 1667 року об'єднане українсько-османське військо, розпочавши воєнні дії в Галичині, змусило уряд Речі Посполитої визнати широку автономію Правобережної України та встановити українсько-польський кордон по річці Горині.
Однак, за умовами Підгаєцької угоди, Петро Дорошенко вимушений був таки визнати владу короля Речі Посполитої й унаслідок цього почати пошук нового покровителя в особі Османського султана.

### Спроба об'єднання з Лівобережжям
Зміцнивши свої позиції на Правобережжі, Дорошенко на початку літа 1668 року на чолі козацького війська перейшов на лівий берег Дніпра, де в цей час тривав антимосковський виступ. Напередодні повстання він пообіцяв лівобережному гетьману Івану Брюховецькому відмовитися від булави в разі, якщо той збройно виступить супроти царя.
Натомість, за першої-ліпшої нагоди, у військовому таборі під Диканькою, змовившись із колишніми прибічниками Якима Сомка, вислав козаків привести та ліквідувати Брюховецького, чим відвернув від війська запорожців, котрі надалі збройно виступили проти Дорошенка. 8 червня 1668 року Петра Дорошенка проголошено гетьманом усієї України «Обох берегів Дніпра».
Гетьманування Дорошенка на Лівобережній Україні тривало недовго. Занепокоєна зміцненням гетьманської влади в Україні, Московія почала підривати її шляхом підтримки його суперників і прямою військовою агресією. Запорожці, уклавши союз із Кримським ханством, заприсяглися завершити справу, котру в таборі під Диканькою не вдалося завершити поплічнику Брюховецького полковнику Івану Чугую — усунути Дорошенка. Південні лівобережні козацькі полки відмовилися йому підкорятися через що він був змушений розпустити військо та, призначивши наказним гетьманом на Лівобережжі Дем'яна Многогрішного, повернутися в Правобережну Україну. На початку 1669 року Дорошенку за допомогою козаків під проводом Івана Сірка (котрий починав кампанію в лавах Суховія) вдалося розгромити Петра Суховія і його спільників — кримських татар.

### Союз з Османською імперією

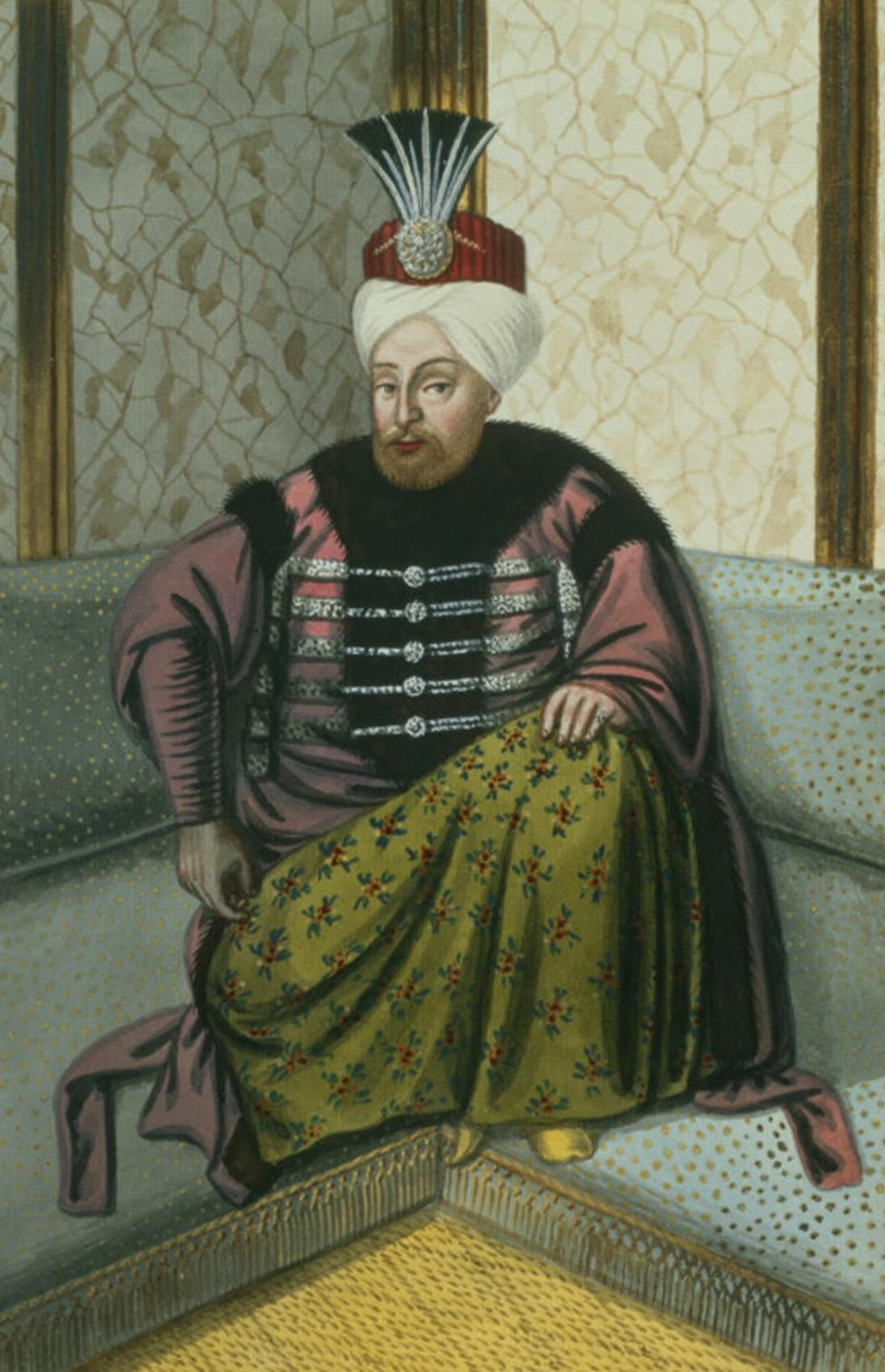
Мегмед IV

Відсутністю Дорошенка в Лівобережній Україні скористалися противники гетьмана. У середині березня 1669 року в Глухові вони проголосили гетьманом Дем'яна Многогрішного, який уклав з Московією новий договір — Глухівські статті. Намагаючись нейтралізувати ворожі дії Кримського ханства й здобути допомогу в боротьбі проти Речі Посполитої та Московського царства, Дорошенко навесні 1669 року уклав союзний договір з Османською імперією. Цей союз затвердили Генеральна Військова Рада 10-12 березня 1669 року в Корсуні.
1669 року Дорошенко отримав від османського султана Мегмеда IV титул бея українського санджака. На думку історика Наталії Яковенко основою військово-політичного союзу стала угода, підписана за 18 років до того (у 1651 році) між Богданом Хмельницьким й османським султаном. За цим старим договором:
- територія Української держави мала охоплювати землі від Перемишля до Путивля
- підтверджувалося право вільного вибору гетьмана, який обирався довічно;
- Українська православна церква зберігала автономію в складі константинопольського Патріархату;
- українське населення звільнялося від сплати податків і данини на користь османської казни;
- на українських землях османи й кримські татари не мали права споруджувати мечеті та брати ясир;
- Османська імперія й Кримське ханство не повинні були укладати мирних договорів з Річчю Посполитою та Московією без згоди гетьмана;
- султанські грамоти, які стосувалися України, мали писатися османською та українською мовами.

### Війна з Річчю Посполитою
У вересні 1670 року Петро Дорошенко як санджакбей османського султана був змушений розпочати боротьбу зі ставлеником Речі Посполитої уманським полковником Михайлом Ханенком. Упродовж 1671 року призначений Дорошенком наказний гетьман Остап Гоголь вів воєнні дії проти армії Речі Посполитої й українських загонів Михайла Ханенка. 1671 року пройшов у незначних сутичках між противниками. Восени 1671 року армія Речі Посполитої на чолі з Яном III Собеським повела наступ на Поділля та захопила Брацлав, Могилів, Вінницю.
Навесні 1672 року розпочалися широкомасштабні воєнні дії. Дорошенко, отримавши воєнну допомогу від Османської імперії, перейшов у наступ. У липні 1672 року полки під проводом Дорошенка розгромили на Поділлі під Четвертинівкою козацькі загони Михайла Ханенка. 27 серпня 1672 року об'єднана українсько-османсько-кримська армія, яку очолювали османський султан Мегмед IV, кримський хан Селім I Ґерай та гетьман Дорошенко, здобула фортецю Кам'янець (тепер Кам'янець-Подільський) і рушила в Галичину. На початку вересня 1672 року українсько-османсько-кримсько війська обложили Львів. Не маючи коштів для продовження війни, уряд Речі Посполитої 5 жовтня 1672 уклав Бучацький мирний договір.
Укладання Бучацького договору, за яким Річ Посполита відмовлялася від претензій на Правобережну Україну, Московія розцінила як можливість, не порушуючи перемир'я з Річчю Посполитою, захопити Правобережжя. У червні 1672 року, замість скинутого з гетьманства Дем'яна Многогрішного лівобережним гетьманом обрали Івана Самойловича, якого 17 березня 1674 року було проголошено гетьманом всієї України.
У червні 1674 року московська армія під командуванням воєводи Григорія Ромодановського й козацькі полки на чолі з гетьманом Іваном Самойловичем вступили в Правобережжя та взяли в облогу гетьманську столицю — Чигирин. Два тижні гетьманські війська завзято обороняли місто. На допомогу Дорошенку під Чигирин підійшла османсько-кримська армія під командуванням візира Кара-Мустафи, яка змусила Самойловича й московські війська відступити.

### Зречення булави

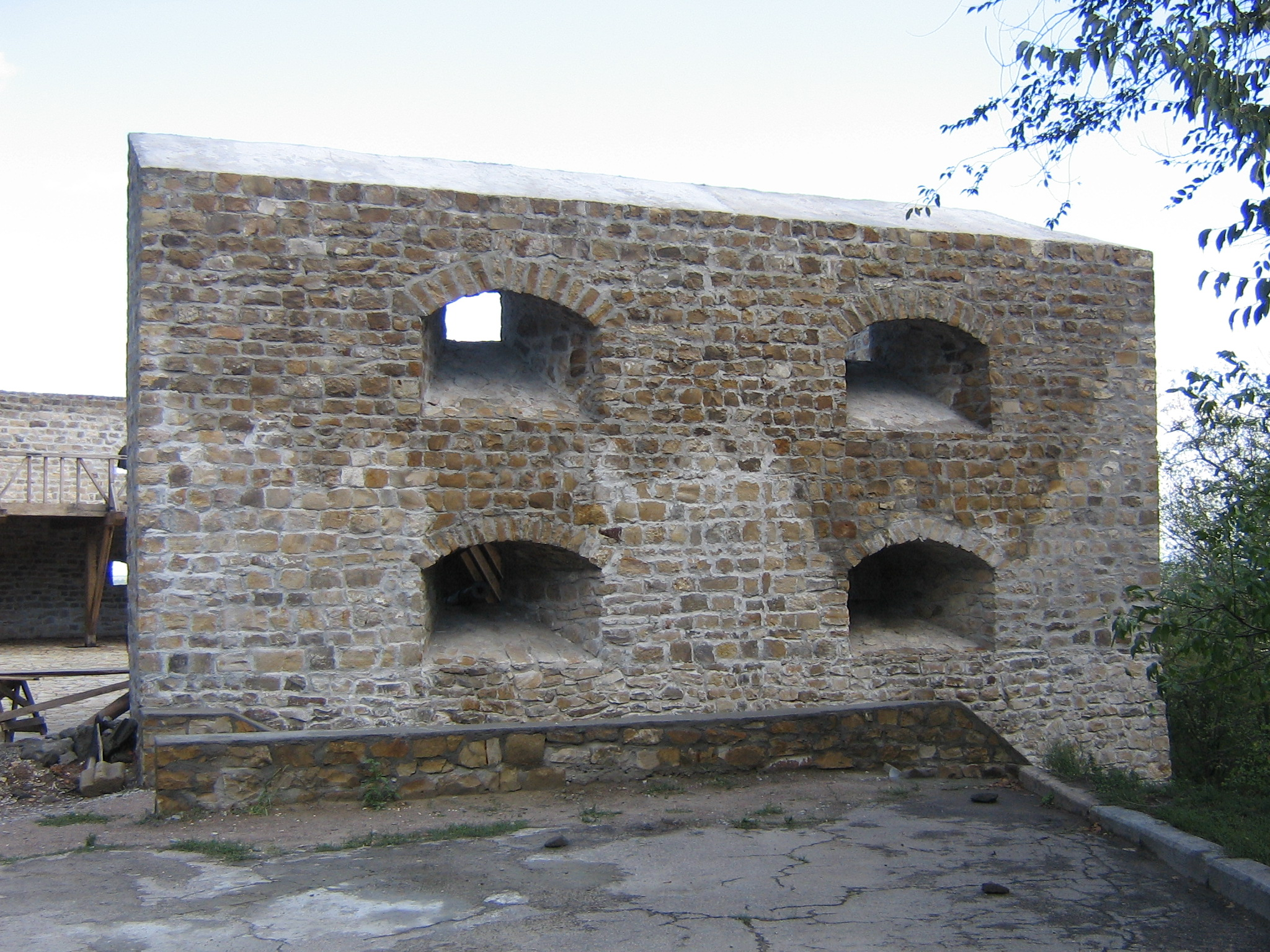
Чигиринський замок. Бастіон Дорошенка

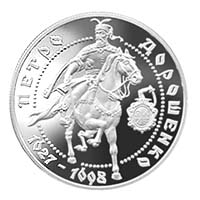
Монета НБУ присвячена Петру Дорошенку (реверс)

Правобережна Україна знову перейшла під владу Дорошенка, проте ситуація на Правобережжі була складною. Роки виснажливої війни перетворили українські міста й села на правому березі Дніпра на суцільну руїну. Османські залоги, закріпившись у стратегічно важливих містах, вимагали сплати данини османському султанові, руйнували церкви або перетворювали їх на мечеті, грабували та захоплювали в полон місцеве населення. Жителі цілих сіл були змушені тікати на лівий берег Дніпра, сподіваючись знайти там безпечні умови для життя. Авторитет Петра Дорошенка впав серед місцевого населення. Розчарований політикою Османської імперії, він вирішив зректися булави.
Восени 1675 року на козацькій раді в Чигирині Петро Дорошенко склав гетьманські клейноди, а Іван Сірко прийняв від нього присягу на вірність цареві. Московський уряд вимагав від Дорошенка присяги на лівому березі Дніпра в присутності Самойловича й Ромодановського, від чого Дорошенко рішуче відмовився.
Восени 1676 року 30-тисячна московська армія та полки Самойловича знову обложили Чигирин. 19 вересня 1676 року розпочався штурм гетьманської столиці, яку обороняв всього двохтисячний загін сердюків. Після кількагодинного запеклого бою Дорошенко, розуміючи всю безвихідь становища, переконав козаків припинити опір.
Після зречення з гетьманства Дорошенко поселився в містечку Сосниця (тепер Чернігівська область), проте через деякий час на вимогу царського уряду переїхав до Москви. У 1679—1682 роках Дорошенка призначили в'ятським воєводою, а мешкав він безпосередньо у Вятці.
Останні роки життя Дорошенко провів у селі Ярополчому під Москвою (тепер село Волоколамського району Московської області; за 135 км від Москви), яке було віддано йому в 1684 році в спадкове володіння. Там він, у віці 57-и років, одружився з Агафією Єропкіною, представницею стовпового дворянства, яка народила йому синів Олександра і Петра, дочку Катерину.
Помер 19 листопада 1698 року на 71-му році. Поховали його на церковному кладовищі чи сільському кладовищі. Там є кам'яна плита з ґратчастою огорожею і з написом. У краєзнавчому музеї навпроти могили зберігається мармурове погруддя гетьмана роботи невідомого скульптора XVIII століття.
Правнучка гетьмана Наталя Гончарова стала дружиною класика російської літератури Олександра Пушкіна, який шкодував, що каплиці на могилі гетьмана на той час вже не існувало і за клопотанням якого була відновлена після його смерті. Цю другу каплицю знищили більшовики у роки Другої світової війни. Втретє каплицю було поновлено на кошти російських благодійних фондів та за допомогою регіональної громадської організації «Земляцтво вихідців із Хмельницької області».

## Сім'я

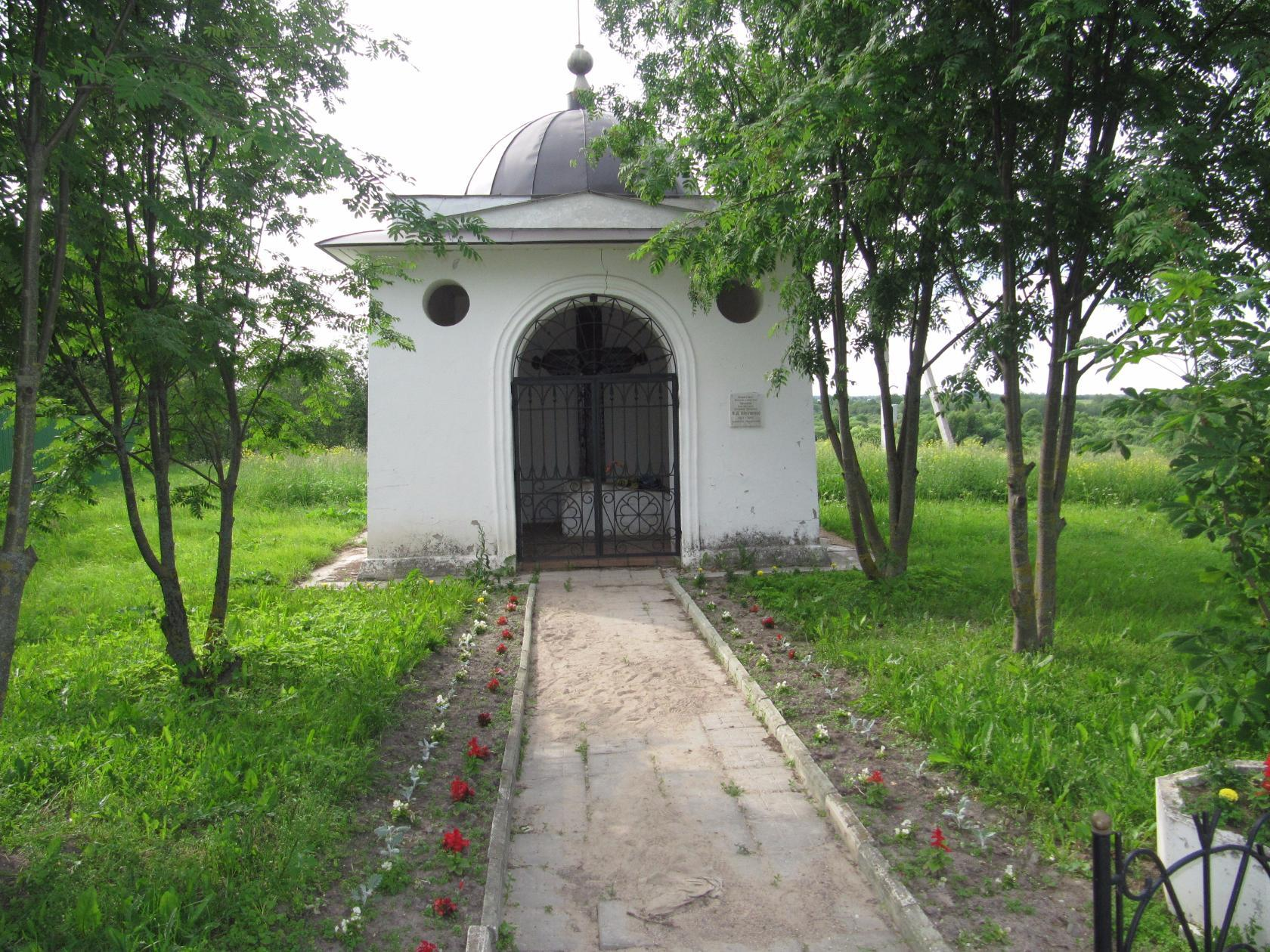
Каплиця над могилою Дорошенка. Село Ярополець під Москвою.

- Перша дружина  з 1654 до 1655 року — Ганна Половець. Дитина:

- Любов Дорошенко, з 1673 року дружина Юхима Лизогуба

- Друга дружина з 1665 до 1684 року — Єфросинія (Любов[11]) Яненко-Хмельницька, донька Павла Яненка-Хмельницького. Є відомості, що була в них донька, проте вони непевні.
- Третя дружина з 1684 до 1698 року — Агафія Єропкіна, донька московського стовпового дворянина Бориса Єропкіна-Великого. Діти:

- Катерина, Олександр, Петро, Олексій.

Правнучкою гетьмана та Агафії Єропкиної була дружина Олександра Пушкіна Наталія Гончарова.

## Вшанування пам'яті
- 27 січня 1919 року у складі ВМФ України з'явився Крейсер «Гетьман Петро Дорошенко».
- 2013 року при підтримці Музею гетьманства був створений «Гетьманський фонд Петра Дорошенка». Фонд здійснює дослідження діяльності гетьманів України Михайла та Петра Дорошенків, поширює інформації про них, досліджує родовід Дорошенків.
- 23 серпня 2017 року, Указом Президента України № 232/2017, ураховуючи бойові заслуги, мужність, зразкове виконання покладених завдань, високий професіоналізм особового складу, присвоєне почесне звання «Президентська імені гетьмана Петра Дорошенка» 1-й бригаді оперативного призначення Національної гвардії України[12].

Також гетьман Петро Дорошенко згадується у патріотичної козацької пісні «Ой, на горі, та й женці жнуть»
Його іменем названі:
- Вулиця Петра Дорошенка в Києві.
- Вулиця Петра Дорошенка у Львові.
- Вулиця Петра Дорошенка в місті Івано-Франківськ.
- Вулиця Петра Дорошенка у місті Вінниця.
- Вулиця Гетьмана Петра Дорошенка у місті Дніпрі.
- Вулиця Петра Дорошенка у місті Переяславі.
- Вулиця Петра Дорошенка в місті Кропивницький.
- Вулиця Петра Дорошенка в місті Рівне.
- Вулиця Петра Дорошенка в інших містах України.

## У кінематографі
- Гетьман (2015) — фільм режисера Валерія Ямбурського[13]

## У літературі
Долю Петра Дорошенка відтворено в численних пам'ятках художньої літератури, зокрема в баладі Тараса Шевченка «Заступила чорна хмара», романі Д. Мордовця «Великий розкол», драмах Л. Старицької-Черняхівської «Гетьман Дорошенко», В. Пачовського «Сонце Руїни» тощо.
- Тарас Шевченко 2 серпня 1848 року закінчив поему «Заступила чорна хмара…» про несправедливо забутого вже тоді в Україні гетьмана Петра Дорошенка, чий слід, здавалося, загубився в Московії назавжди, адже небагато хто ще пам'ятав, що гетьман за життя свого був висланий у підмосковне село Ярополче, де під суворим наглядом чужої влади доживав свого віку без права повернення на батьківщину.
- «Без права повернення» (2002, Київ) — історичний роман Валентина Чемериса;

## В історіографії
Український історик В. Антонович у біографії гетьмана («Исторіческіе деятели Юго-Западной Россіи», що вийшла у 1885 році) писав:
|  | Не вважаючи на помилки і неуспіх, Дорошенко серед сучасних йому козацьких провідників є відрадною проявою: не дрібний егоїзм, не бажання наживи або особистих користей керували цим гетьманом: він щиро дбав про добро Батьківщини, серед найтяжчих обставин, з неймовірною енергією й завзяттям береться за нього і падає з гідністю та свідомістю виконаного обов’язку. |
В іншій праці В. Антонович зазначив, що Дорошенко був «безперечно, найталановитішим, найрозумнішим, справжнім патріотом, котрий дбав про долю свого народу».
Російська та радянська історіографія тенденційно вивчала особистість та дії гетьмана, оскільки він не вписувався в ідеологічну догму історії України тих часів, особливо через факт переходу до Османської імперії. Підкреслювалась його зрада та милостивість російської влади, яка його простила та прийняла на службу.
З початком відновлення Української державності продовжилися історіографічні дослідження часів діяльності гетьмана Дорошенка з об'єктивним історичним підходом до його ролі в історії України, його здобутків і помилок.